# 圣卡洛斯站

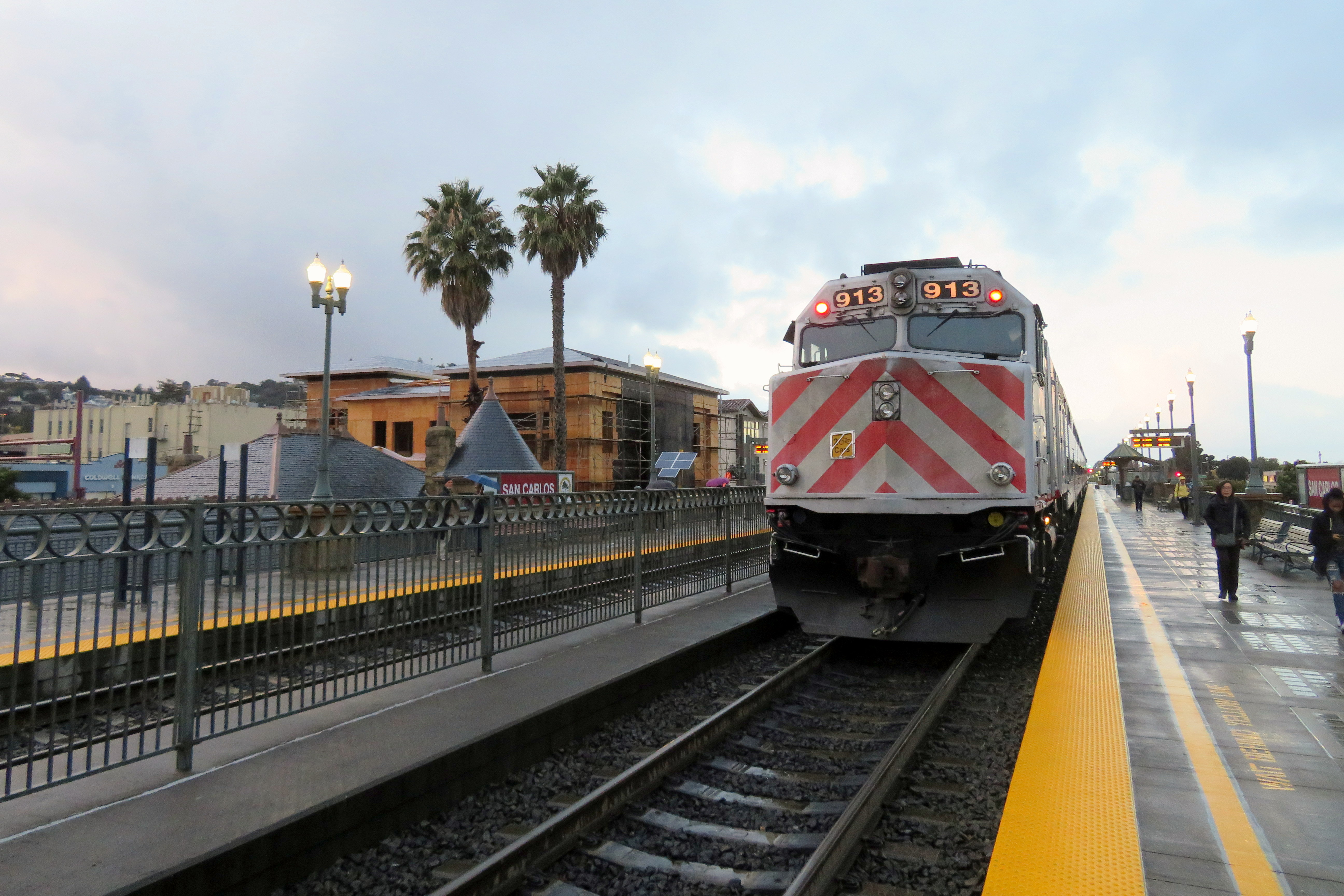
圣卡洛斯站

圣卡洛斯站（英語：San Carlos station）位于美国加利福尼亚州圣卡洛斯，是加州列车（Caltrain）的车站之一。该站为旧金山、圣马刁县和圣克拉拉县的通勤者提供服务。